# G315国道
G315国道（G315こくどう/国道315線、G315線）別名西莎公路（せいさこうろ）、青新公路（せいしんこうろ）は、中華人民共和国の青海省西寧市から新疆ウイグル自治区のチャルクリク県（北緯39度01分23秒 東経88度10分01秒 / 北緯39.023度 東経88.167度座標: 北緯39度01分23秒 東経88度10分01秒 / 北緯39.023度 東経88.167度）を経てカシュガル市を結ぶ全長3063kmの中国の国道である。青海省と新疆ウイグル自治区の二つの省（自治区）を通る。そのうち青海省内は1272.39kmである。国防の為の主要な道路であり、1981年11月30日に国家幹線公路となった。

ルートのうち、新疆ウイグル自治区の部分は、概ねシルクロードの西域南道に沿って敷設されている。また、2011年に旅客営業を開始した喀和線（カシュガル - ホータン）も、ほぼ並行して走っている。

## 里程表
| 省、自治区                            | 地級市、自治州、地区           | 県、県級市、市轄区 | 距離(km) | 注           |
| ------------------------------------- | ------------------------------ | ------------------ | -------- | ------------ |
| 青海省                                | 西寧市                         | 西寧市中心部       | 0        | G315国道起点 |
| 青海省                                | 西寧市                         | 湟源県             | 49       |              |
| 青海省                                | 海北チベット族自治州           | 海晏県             | 88       |              |
| 青海省                                | 海北チベット族自治州           | 剛察県             | 199      |              |
| 青海省                                | 海西モンゴル族チベット族自治州 | 天峻県             | 315      |              |
| 青海省                                | 海西モンゴル族チベット族自治州 | ウラン県           | 398      |              |
| 青海省                                | 海西モンゴル族チベット族自治州 | デリンハ市         | 548      |              |
| 新疆ウイグル自治区 （東トルキスタン） | バインゴリン・モンゴル自治州   | チャルクリク県     | 1555     |              |
| 新疆ウイグル自治区 （東トルキスタン） | バインゴリン・モンゴル自治州   | チャルチャン県     | 1926     |              |
| 新疆ウイグル自治区 （東トルキスタン） | ホータン地区                   | ニヤ県             | 2241     |              |
| 新疆ウイグル自治区 （東トルキスタン） | ホータン地区                   | ケリヤ県           | 2357     |              |
| 新疆ウイグル自治区 （東トルキスタン） | ホータン地区                   | チラ県             | 2440     |              |
| 新疆ウイグル自治区 （東トルキスタン） | ホータン地区                   | ロプ県             | 2509     |              |
| 新疆ウイグル自治区 （東トルキスタン） | ホータン地区                   | ホータン市         | 2528     |              |
| 新疆ウイグル自治区 （東トルキスタン） | ホータン地区                   | カラカシュ県       | 2554     |              |
| 新疆ウイグル自治区 （東トルキスタン） | ホータン地区                   | グマ県             | 2719     |              |
| 新疆ウイグル自治区 （東トルキスタン） | カシュガル地区                 | カルギリク県       | 2807     |              |
| 新疆ウイグル自治区 （東トルキスタン） | カシュガル地区                 | ポスカム県         | 2844     |              |
| 新疆ウイグル自治区 （東トルキスタン） | カシュガル地区                 | ヤルカンド県       | 2871     |              |
| 新疆ウイグル自治区 （東トルキスタン） | カシュガル地区                 | イェンギサール県   | 2994     |              |
| 新疆ウイグル自治区 （東トルキスタン） | カシュガル地区                 | 疏勒県             | 3053     |              |
| 新疆ウイグル自治区 （東トルキスタン） | カシュガル地区                 | カシュガル市       | 3063     | G315国道終点 |

## 主な接続路線

### 青海省
- G109国道（青蔵公路）、G214国道 - 西寧市から湟源県まで重複
- G227国道 - 西寧市
- G215国道 - 大柴旦行政区錫鉄山鎮（中国語版）（魚卡から大柴旦まで重複）

### 新疆ウイグル自治区（東トルキスタン）
- G218国道 - チャルクリク県
- G219国道 - カルギリク県
- G314国道 - カシュガル市
- カラコルム・ハイウェイ - カシュガル市

## 写真集

### 新疆・ホータン地区

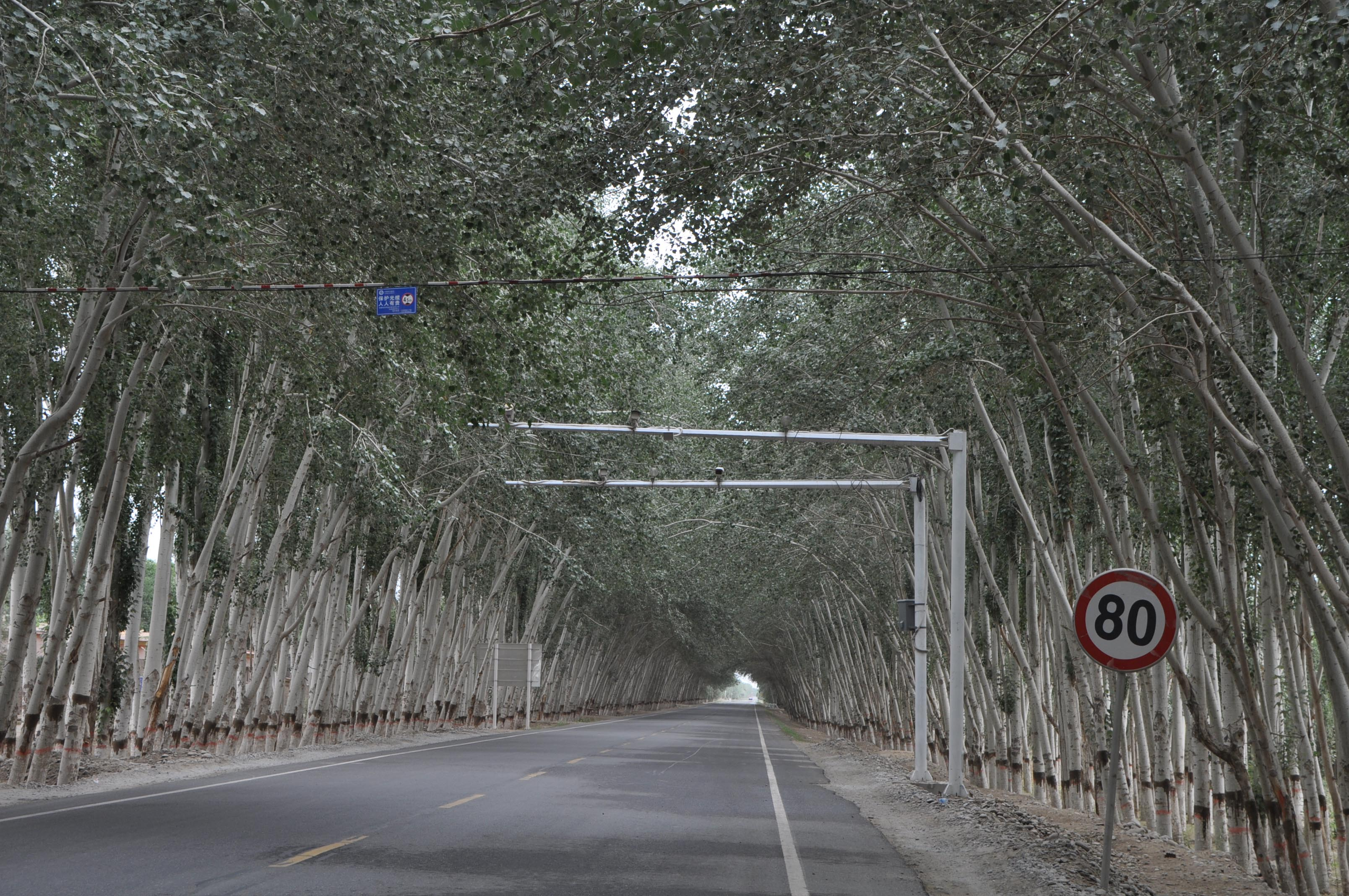
晴れていれば、並木の下を快調に飛ばせるところもある。
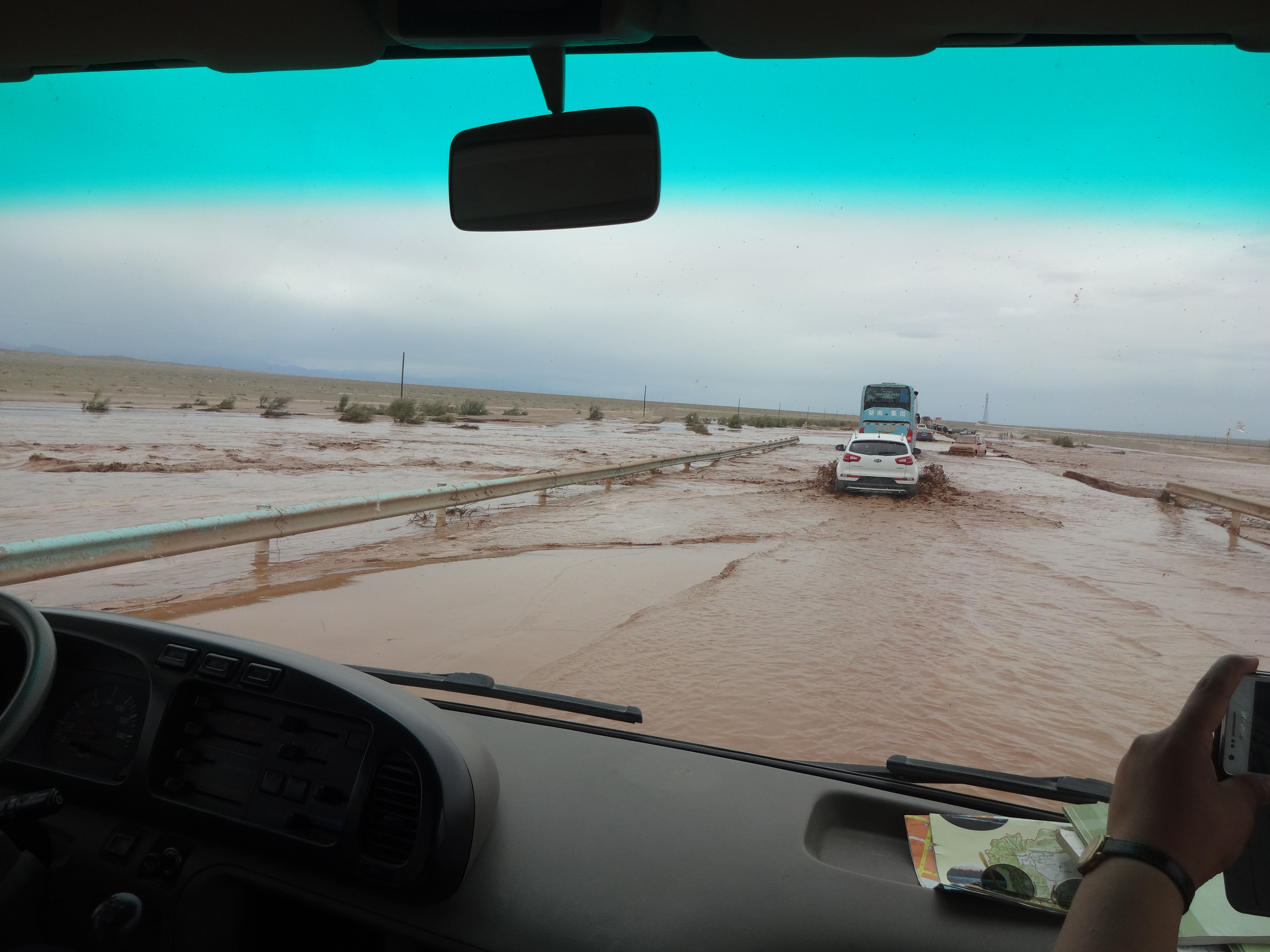
激しい雨の後は崑崙山脈からの土砂で、このあと3日間道路閉鎖。
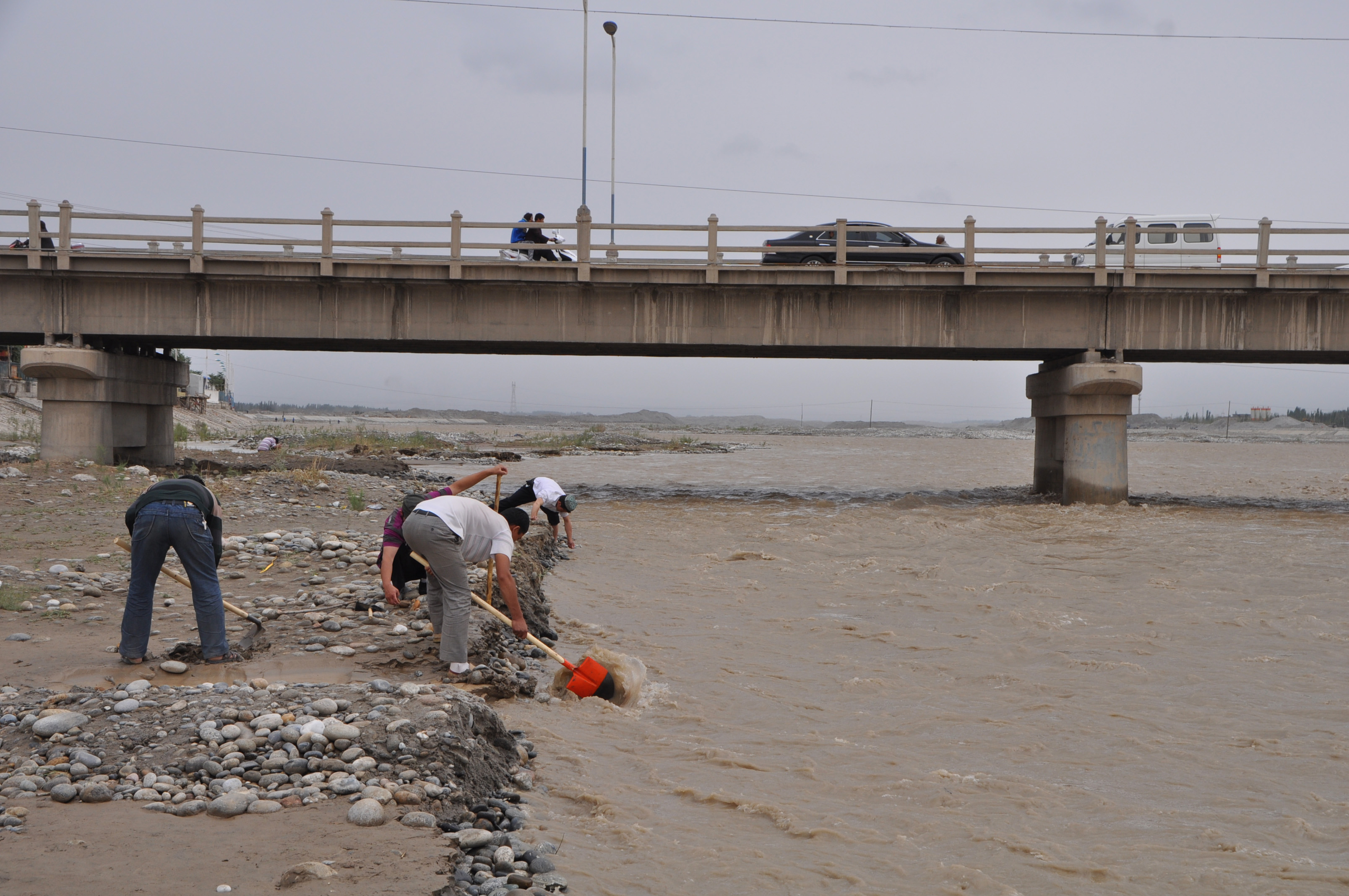
G315国道の橋下のホータン川で白玉を探す。

### 新疆・カシュガル地区

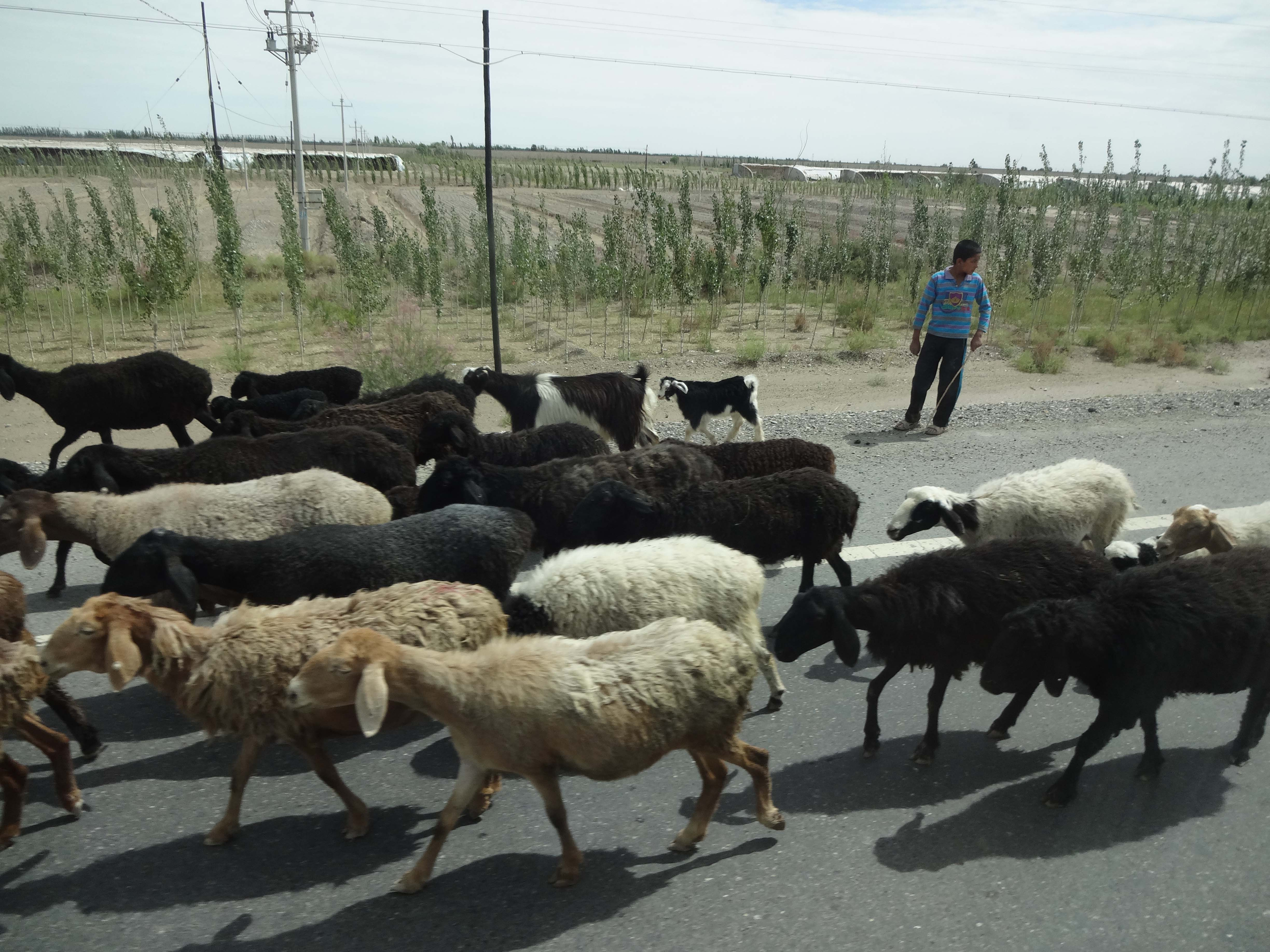
ヤルカンドでの道端風景1
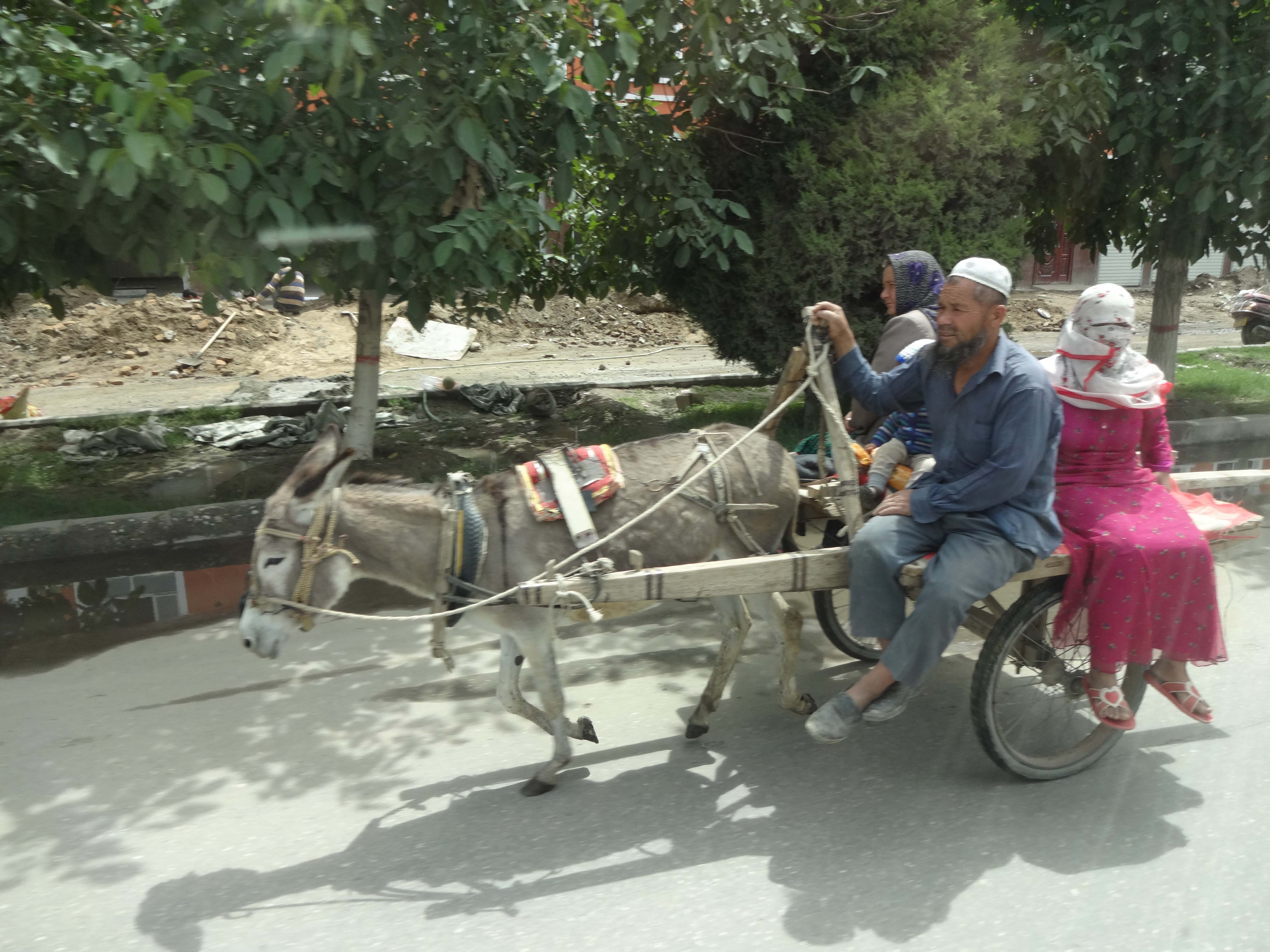
ヤルカンドでの道端風景2
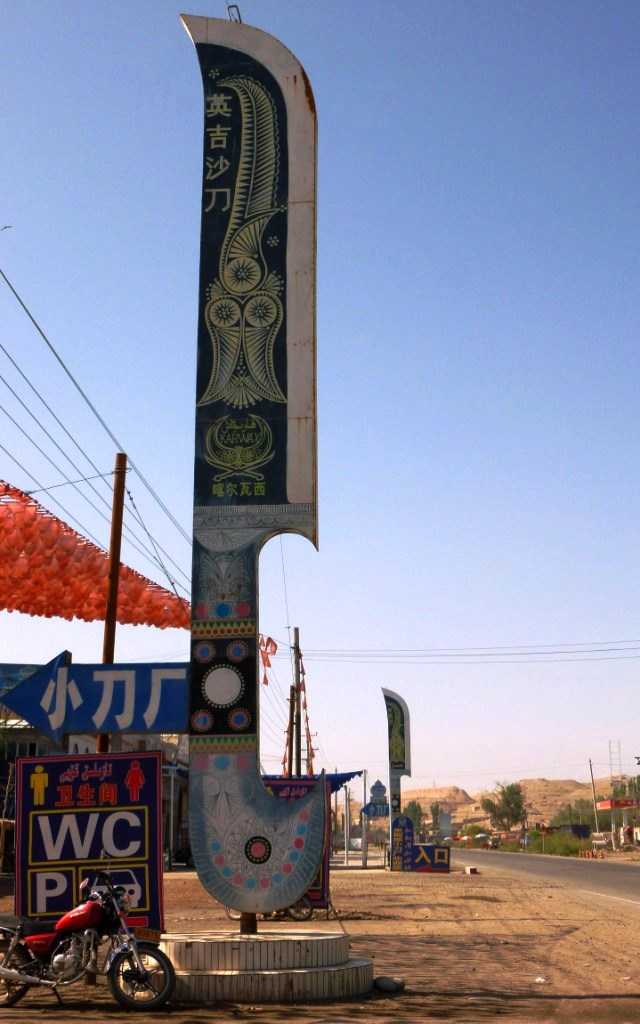
イェンギサールでG315国道の包丁・刀剣売り場。
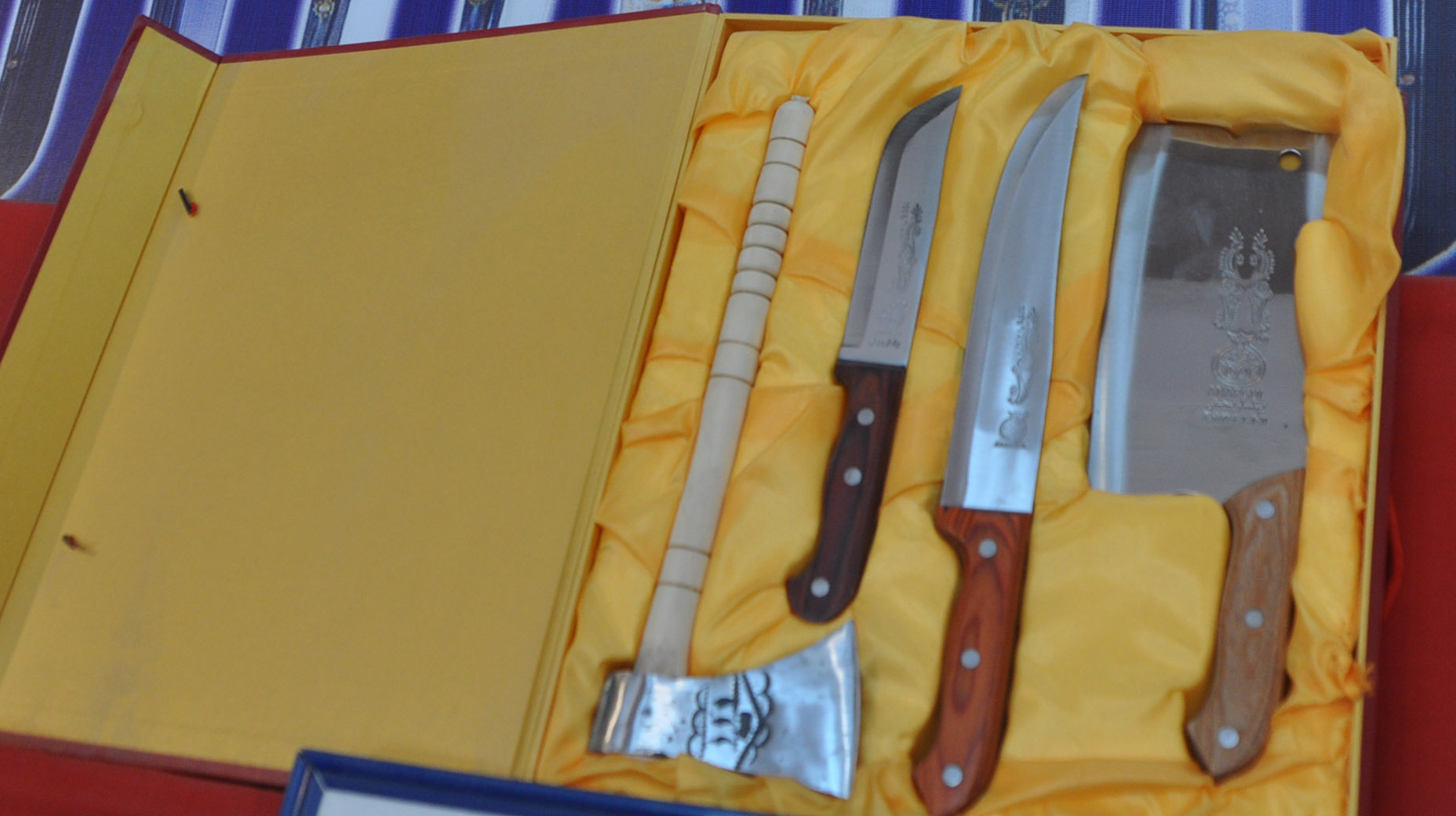
イェンギサールのG315国道で売られている包丁・刀剣類。

## 註釈・参考資料
1. 1 2 3  G214線西莎公路・青海交通
2. ↑  国家幹線公路査詢表